# ルパン三世外伝
『ルパン三世外伝』（ルパンさんせいがいでん）は、モンキー・パンチ作の漫画作品である。

## 概要
双葉社刊『漫画アクション』昭和45年（1970年）3月26日号掲載。全24ページ。キャッチコピーは「花の万博にルパンはなにを企むか!?当編集部特別調査によるレポート!」。絵のタッチは『ルパン三世 新冒険』に近い。
『ルパン三世officialマガジン』2015年秋号において、「スーパースター」「女だけの刑ム所」の2作と共に再掲載。2017年7月28日発売のアクションコミックス『ルパン三世 単行本未収録作品集』にて初の単行本化となった。

## 登場人物
ルパン三世
怪盗アルセーヌ・ルパンの孫。大阪万国博覧会を観るため、数年ぶりに日本へ来た。銭形警部の死を知り、復讐を計る。
銭形警部
追跡中のスリに殺害された「△□警察署」の警部。
スリ団
万国博覧会で行われる国際的なスリの大会に向けて特訓をつんでいる。
峰不二子
スリ団の一味。
署長
銭形のことを「セニョール」と呼んでいる。